# Матеус де Баррос да Сілва
Матеус де Баррос да Сілва (порт. Matheus de Barros da Silva, нар. 3 жовтня 1997, Марітуба) — бразильський футболіст, захисник азербайджанського клубу «Карабах».

## Ігрова кар'єра
У дорослому футболі дебютував 2017 року виступами за команду «Сао Франчиско (па)», в якій того року взяв участь у 7 матчах Серії D, а наступного сезону грав у Серії В за «Пайсанду» (Белен), провівши 23 гри у чемпіонаті.
На початку 2019 року став гравцем клубу «Баїя», за яку до літа провів 5 ігор у Лізі Баїяно, після чого відправився в оренду у португальське «Фаренсе», де провів 19 матчів і збив 3 голи у другому дивізіоні
22 серпня 2020 року Сілва підписав повноцінний контракт з іншим португальським клубом, «Морейренсе». Відіграв за клуб з Морейра-де-Конегуш наступні два сезони своєї ігрової кар'єри, але основним гравцем не був, зігравши по 12 ігор Прімейри у кожному з сезонів.
У липні 2022 року приєднався до болгарського клубу «Локомотив» (Пловдив) і протягом сезону 2022/23 років захищав кольори клубу.
22 серпня 2023 року підписав контракт на 2+2 роки із азербайджанським «Карабахом» і дебютував за клуб у матчі Ліги Європи УЄФА проти «Олімпії» з Любляни, вийшовши на заміну замість Яссіна Бенз'я на 75-й хвилині, матч завершився перемогою агдамців з рахунком 2:0. З командою два сезони поспіль став чемпіоном Азербайджану. Станом на 2 серпня 2025 року відіграв за команду з Агдама 55 матчів в національному чемпіонаті.

## Титули і досягнення
- Чемпіон Азербайджану (2):

«Карабах»: 2023/24, 2024/25